# Andrzej Dunajski
Andrzej Dunajski (ur. 18 sierpnia 1963 w Gdańsku) – polski dziennikarz, reporter śledczy, poeta, pisarz, pracownik i współpracownik wielu gazet.

## Życiorys
Urodził się w Gdańsku. Ukończył filologię polską na Uniwersytecie Gdańskim. W czasach studenckich współzałożyciel grupy poetyckiej "W Zatoce". Debiut poetycki na łamach Rejsów „Dziennika Bałtyckiego” w 1985. W latach 1990–2000 związany m.in. z „Dziennikiem Bałtyckim” oraz „Wieczorem Wybrzeża”. Wraz z Romualdem Orłem stworzył nowatorski duet śledczy, doceniony w szczególności za tekst pt. Grudniowe kule, odkrywający nieznane dokumenty o szczególnym znaczeniu dla śledztwa w sprawie odpowiedzialności za krwawe wydarzenia Grudnia 1970. Za tę publikację otrzymali nagrodę Stowarzyszenia Dziennikarzy Polskich sponsorowaną przez amerykańską fundację Marshalla. W ciągu 6 lat ujawnili szereg patologii i związków świata polityki z biznesem w kraju i za granicą. W Polsce opublikowali dwuczęściowy reportaż pt. Obława w „Wieczorze Wybrzeża”, w którym upublicznili nieznane dotąd powiązania najbogatszych ludzi w Polsce ze światem politycznym. W Europie zaś serią artykułów w 1995 ujawnili aferę dotyczącą jednego z komisarzy Unii Europejskiej. Od 2001 Dunajski jest związany z ruchem polskich unii kredytowych działających w 105 krajach na świecie. W latach 2004–15 był rzecznikiem prasowym Krajowej Spółdzielczej Kasy Oszczędnościowo-Kredytowej. Autor dwóch wydawnictw o rozwoju unii kredytowych w Polsce. Od kwietnia do lipca 2016 był kierownikiem Wydziału Audycji Informacyjnych w TVP 3 Gdańsk. W maju 2022 ukazała się powieść Andrzeja Dunajskiego pt. „Tajemnica Mino”, bardzo dobrze odebrana przez krytykę i czytelników. Powieść Dunajskiego przyrównuje się do Małego Księcia, doszukując się w niej coraz to nowych analogii do książki Antoine’a de Saint-Exupéry’ego. W lutym 2024 roku ukazała się kolejna powieść Andrzeja Dunajskiego: „Świat Hordika”. I ta książka zebrała bardzo dobre recenzje i opinie. Podobnie, jak: ”Tajemnica Mino” porównuje się „Świat Hordika” do „Małego Księcia”. 